# Reionización

Galaxias durante la era de reionización en el universo temprano (simulación).

La reionización es un proceso que ocurrió tras la época en que comenzó la formación de galaxias, y es la segunda mayor fase de cambio del hidrógeno en el universo. La primera es la recombinación, ocurrió con un desplazamiento al rojo de {\displaystyle z=1100} (400 000 años tras el Big Bang), en el tiempo en que el enfriamiento debido a la expansión del universo lo condujo a una temperatura en que la tasa de recombinación del hidrógeno era mayor que la de ionización, permitiendo que los protones se recombinasen con electrones para formar átomos neutros. Se piensa que la reionización ocurrió cuando las primeras generaciones de estrellas de población III y quasars emitieron radiación que reionizó el universo, volviendo a hacerlo un plasma ionizado ({\displaystyle 6<z<20}; 150-1000 millones de años tras el big bang). 
La eficiencia con que el gas existente entre un cuásar y un observador puede absorber la radiación de ciertas longitudes de onda, tales como la transición Lyman-alpha del hidrógeno atómico, depende sensiblemente del grado en que se encuentre ionizado. Debido a la expansión del universo, estas líneas de absorción están desplazadas al rojo, más cuanto más lejana de nosotros se produjo la absorción, de tal forma que las absorciones presentes en diferentes partes del espectro son producidas por gas interceptado a diversas distancias. La luz de los cuásares que nos alcanza ahora nos muestra distintas partes del espectro correspondientes a distintas etapas de la evolución del universo. Examinar el espectro de un cuásar nos proporciona no solo información espacial, sino también temporal con respecto a la ionización del universo. 
De esta manera puede inferirse de la no aparición de absorción en el espectro de cuásares con un desplazamiento al rojo de {\displaystyle z<6} (alrededor de 1000 millones de años tras el Big Bang), que gran parte del medio intergaláctico no estaba formado por átomos neutros sino por un plasma ionizado. Las líneas de absorción que aparecen en el espectro de cuásares, conocida como el bosque Lyman-alfa, se deben a la absorción de regiones con gas neutro, atravesado por la radiación. Observaciones recientes de cuásares con desplazamiento al rojo ligeramente superior a {\displaystyle z=6}, indican que el universo era neutro en un pequeño porcentaje en esa época. 
Estudios teóricos de la reionización sugieren que el universo debió pasar de ser relativamente neutro a altamente ionizado en un período relativamente breve. La presencia de espectro que indican que con un desplazamiento al rojo de {\displaystyle z=6} el universo era neutro en un pequeño porcentaje, indica que quizás la reionización comenzó poco antes, y que el universo era en gran medida neutro con un desplazamiento al rojo de {\displaystyle z>10}.